# Anna Adelaïde Abrahams

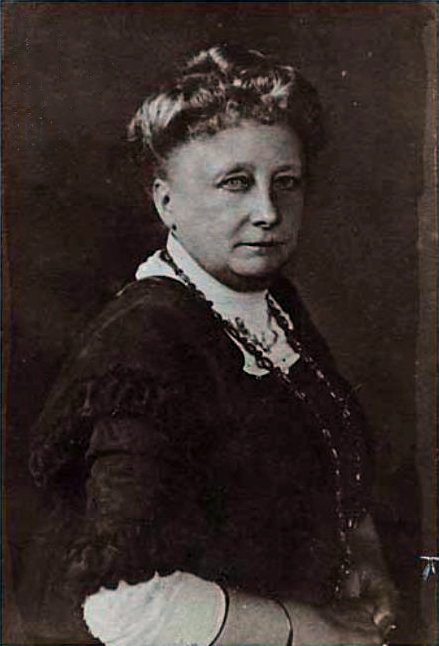
Anna Abrahams

Anna Adelaïde Abrahams (* 16. Juni 1849 in Middelburg; † 18. Januar 1930 in Den Haag) war eine niederländische Malerin und Aquarellistin. Sie malte hauptsächlich Stillleben.

## Leben
Anna Adelaïde Abrahams wurde 1849 als älteste Tochter des Buchhändlers, Journalisten und Verlegers Hendrik Paulus Abrahams und Johanna Wilhelmina Oudraat geboren und hatte eine jüngere Schwester. Anna Adelaïde Abrahams blieb unverheiratet. Ihre Familie gehörte der Oberschicht von Middelburg an.
Sie erhielt ihren ersten Zeichenunterricht durch den Maler Jan Frederik Schütz. Sie besuchte ab 1866 das Mädcheninternat De Tafelberg in Oosterbeek. Dort wurde sie von Rudolphina Swanida Wildrik, Maria Vos und Adriana Johanna Haanen unterrichtet. Danach hatte sie in Arnheim Unterricht, vermutlich bei dem Maler und Kunstlehrer Barend Leonardus Hendriks. Nach Den Haag zog sie 1877 und besuchte dort die Koninklijke Academie van Beeldende Kunsten.
Zu ihrem siebzigsten Geburtstag wurde ihr zu Ehren eine Ausstellung im Pulchri Studio in ihrer Heimatstadt und an ihrem achtzigsten eine Ausstellung im Koninklijke Kunstzaal Kleykamp organisiert. Anna Abrahams starb am 18. Januar 1930 im Alter von 81 Jahren in Den Haag und wurde dort auf dem Friedhof an der Kerkhoflaan beigesetzt.

## Werk
Abrahams war nicht auf den Verkauf ihrer Werke angewiesen, da sie dank ihrer Herkunft über ein ausreichendes Vermögen verfügen konnte. So konnte sie unabhängig vom Geschmack möglicher Käufer ihre Werke entwickeln. Zunächst fanden ihre farbenfrohen Stillleben wenig Anerkennung. Das änderte sich nach der Jahrhundertwende. Der Kunstkritiker Johan Gram bewertete 1904 ihre Stillleben als kraftvoll und „ultramodern in Konzeption und Präsentation“. Auch Albert Plasschaert, mit dem sie einen freundschaftlichen Briefwechsel pflegte, lobte ihre Arbeit und äußerte sich bewundernd über sie als seiner Meinung nach unterschätzte Künstlerin. Er lobte ihren Einsatz von Farben und ihren impressionistischen Malstil, betonte jedoch, dass ihr Verdienst nicht „in der Form“ zu finden sei (Plasschaert 1913).
Ab 1882 stellte Abrahams ihr Werk öffentlich aus. Regelmäßig war sie Teilnehmerin der nationalen Ausstellungen der Lebenden Meister (Tentoonstelling van Levende Meesters), die in mehreren Städten gezeigt wurden. Auch im Ausland konnte man ihre Werke sehen. Sie stellte in Paris, Berlin, Düsseldorf und Brüssel sowie auf der Weltausstellung 1893 in Chicago aus. Sie war im Vorstand der Künstlervereinigung Pulchri Studio und Mitglied der Haager Malervereinigung „O.D.I.S.“.
Nach Abrahams’ Tod fand im Koninklijke Kunstzaal Kleykamp (Königlicher Kunstsaal Kleykamp) eine Atelierauktion statt, bei der neben Arbeiten von Künstlerkollegen aus ihrem Werk auch 115 Gemälde, 84 Aquarelle und 2 Zeichnungen versteigert wurden. Danach geriet sie in Vergessenheit. 1942, zwölf Jahre nach ihrem Tod, stieß der Kritiker Jos de Gruyter auf ihr Werk, welches er überrascht bewertete: „die frische Entschlossenheit von Manet hat und die Frage aufwirft, ob dieser fast vergessene Maler nicht unterschätzt wurde“.
Die Arbeiten von Anna Abrahams befinden sich in mehreren Sammlungen: 
Arbeiten von Anna Abrahams befinden sich in folgenden Sammlungen: Stedelijk Museum Amsterdam, Museum Gouda, Kunstmuseum Den Haag, Sammlung Mesdag Den Haag, Museum Veluwezoom Schloss Doorwerth, Kröller-Müller Museum, Zeeuws Museum Middelburg und dem Museum Boijmans Van Beuningen.

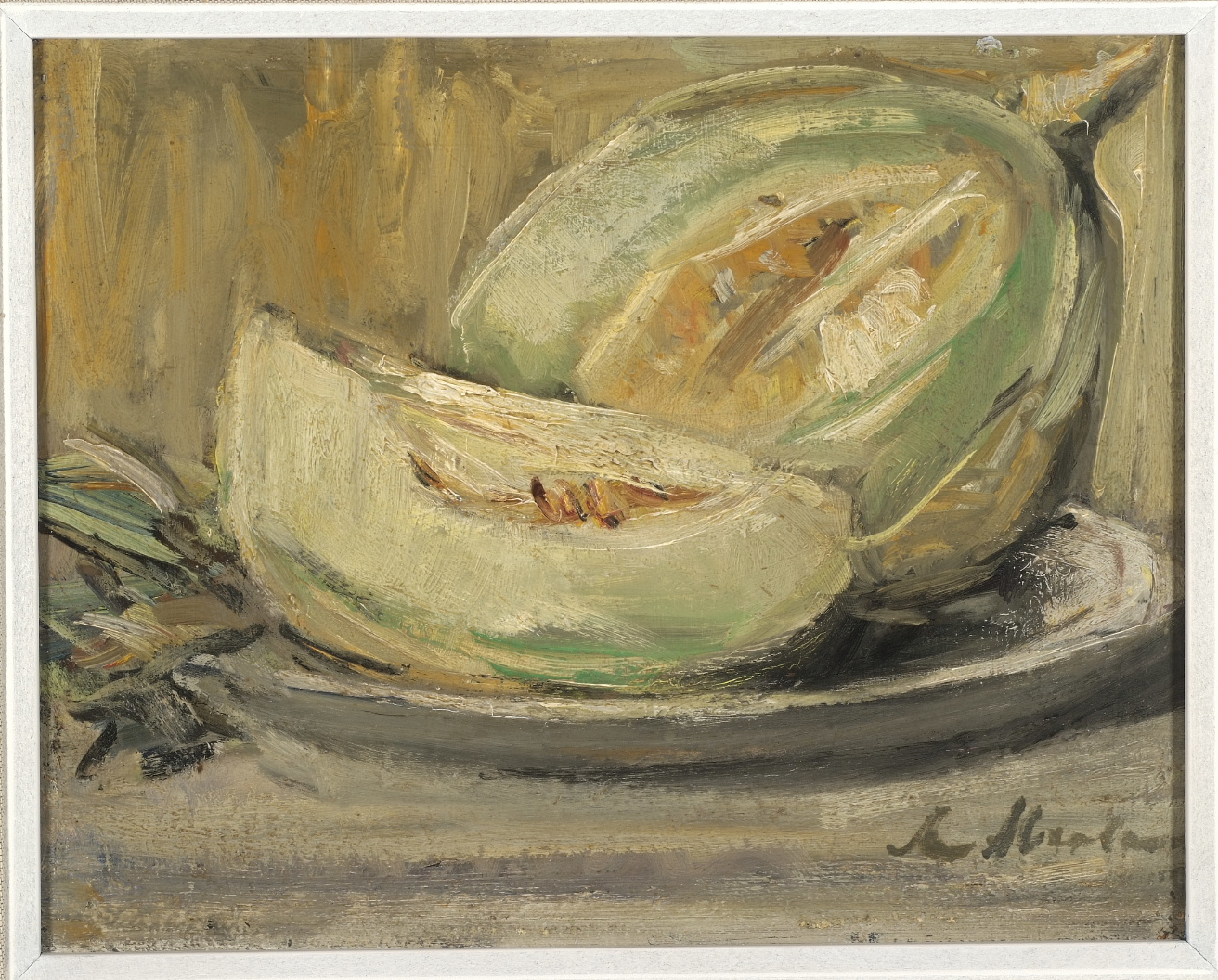
Melonen
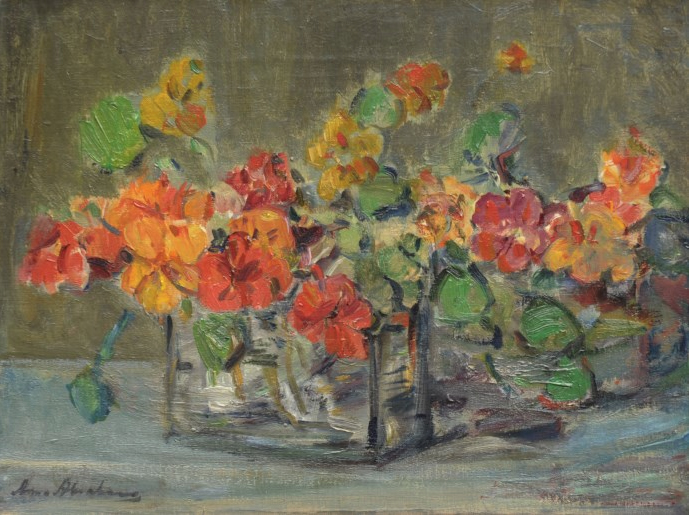
Stillleben
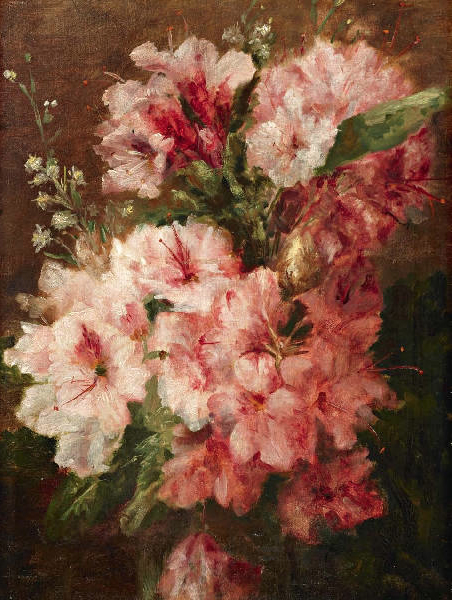
Stillleben